# Museu da Caixa Econômica Federal
Museu da Caixa Econômica Federal é um museu brasileiro, localizado em Porto Alegre. Está localizado em plena Praça da Alfândega e é parte integrante do Conjunto Cultural da Caixa Econômica Federal no Rio Grande do Sul, também composto por biblioteca, galeria de arte e auditório. A revitalização do espaço recomeçou em abril de 2015, a cargo do Consórcio Porto Novo Cultural. O espaço destinado ao registro histórico da instituição no Estado abriga máquinas antigas, balanças, quadros, painéis fotográficos e outros objetos que denotam a rotina bancária no passado.
Localizado no calçadão da Praça da Alfândega, o edifício Imperial foi um dos primeiros arranha-céus da cidade, construído entre 1931 e 1933. De autoria de Egon Weindorfer e Agnello Nilo de Lucca, é um dos exemplares mais sofisticados da arquitetura art déco no Brasil.
A construção combinava um espaço de entretenimento (cine-teatro) com moradia, tendo introduzido na capital o conceito dos duplex - apartamentos de dois andares. Agora, o espaço será dedicado a cultura, assim como instituições vizinhas como a Casa de Cultura Mario Quintana, o Santander Cultural, o Margs e o Memorial do Rio Grande do Sul.

## Obras atrasadas
As obras de revitalização, estimadas em R$ 36,4 milhões, recomeçou em abril de 2015, sob a responsabilidade do Consórcio Porto Novo Cultural. Após atrasos, a previsão de conclusão passou para o segundo semestre de 2016, ainda sem sucesso.
A obra visa à reforma, ao restauro e à adaptação do atual edifício, além da construção de um novo prédio. A Caixa Cultural Porto Alegre ocupará cinco pavimentos da área revitalizada e mais cinco andares que serão erguidos no fundo do terreno. A prefeitura de Porto Alegre, por sua vez, irá ocupar outros oito andares do prédio original, além do terraço. A Secretaria Municipal de Cultura (SMC) deve se mudar para o local - atualmente, a SMC ocupa a Casa Torelly, na avenida Independência.
No total, serão 7,1 mil metros quadrados de área. As instalações abrigarão um cine-teatro com capacidade para 650 pessoas, museu, salas de exposições, cafeteria, livraria, espaço multiuso, salas de ensaio e miniauditório. Como contrapartida pela obra, a Caixa ficará responsável pelo local por 30 anos.
O contrato foi assinado em 19 de novembro de 2008, entre a prefeitura e Caixa, concedendo parte do edifício para a transformação em centro cultural. Desde então, problemas não faltaram, a começar pela descoberta de uma rocha no solo, fato que obrigou uma revisão no projeto inicial a fim de preservar as estruturas das construções vizinhas.
O contrato entre a Caixa e a Portonovo Empreendimentos, responsável pela obra desde 2015, foi rescindido em setembro de 2017, e "os procedimentos para contratar a nova empresa que dará continuidade às obras da Caixa Cultural Porto Alegre já foram iniciados", segundo a Caixa, em Dezembro de 2017. 